# Salvelinus grayi
Salvelinus grayi és una espècie de peix de la família dels salmònids i de l'ordre dels salmoniformes.

## Reproducció
Fresa durant el mes de novembre en àrees rocalloses i someres.

## Alimentació
Menja cladòcers.

## Hàbitat
Viu en zones d'aigües temperades (55°N-54°N, 9°W-7°W).

## Distribució geogràfica
Es troba a Europa: Irlanda.